# Loi constitutionnelle du 10 juillet 1940
Lire en ligne

Consulter

Lois constitutionnelles de 1875 (IIIe République) Loi constitutionnelle du 2 novembre 1945 (Gouvernement provisoire de la République française)
La loi constitutionnelle du 10 juillet 1940 est un acte voté comme loi constitutionnelle par l'Assemblée nationale, c'est-à-dire la réunion de la Chambre des députés et du Sénat, qui confie les pleins pouvoirs au gouvernement sous l'autorité et la signature de Philippe Pétain pour prendre toute mesure nécessaire à l'effet de promulguer une nouvelle Constitution de l'État français.
Interprété ensuite par Pétain comme suspendant de facto l'application des lois constitutionnelles de 1875 instaurant la Troisième République, l'acte du 10 juillet 1940 ne prévoyait cependant pas expressément cette suspension mais conférait uniquement un pouvoir constituant au Président du Conseil.
Aux termes des articles 2 et 3 de l'ordonnance du 9 août 1944 relative au rétablissement de la légalité républicaine, « l'acte dit loi constitutionnelle du 10 juillet 1940 » — qui servit de socle à l'édification du régime de Vichy — a été déclaré nul et de nul effet.

## Le projet de loi et les deux motions

### La volonté de restaurer une autorité forte dans le contexte de la défaite

Parade nazie sur l'avenue Foch désertée : le 10 juillet 1940, la France métropolitaine est aux deux tiers occupée par l'armée allemande.

Le 16 juin 1940, le maréchal Philippe Pétain était devenu président du Conseil d'un gouvernement que l'avancée allemande avait fait déplacer, avec le Parlement, de Paris à Bordeaux puis, depuis le 29 juin, de Bordeaux à Vichy. Cette nomination consacrait l'avantage pris sur ceux qui étaient favorable à la poursuite de la guerre hors du territoire métropolitain par les partisans d'un armistice, armistice qui sera signé le 22 juin 1940 dans la clairière de Rethondes.
Au tournant de juin-juillet 1940, l'urgence pour l'exécutif comme pour les parlementaires présents à Vichy était donc de restaurer une autorité forte capable à la fois de négocier les conditions de la paix avec les représentants de l'Allemagne et de sortir le pays de la confusion née de l'exode des populations civiles et de la défaite militaire.
A priori, la volonté de restaurer une autorité forte n'entraînait pas la nécessité de suspendre les lois constitutionnelles de 1875 et de promulguer une nouvelle Constitution : le président du Conseil jouissait d'un soutien parlementaire incontestable et d'une popularité forte dans l'opinion, le président de la République Albert Lebrun était en fonction et les assemblées réunies pouvaient se contenter de voter une loi de plein pouvoirs n'excluant que la délégation du pouvoir constituant. C'était en somme accorder des pouvoirs équivalents à ceux conférés en 1939 à Édouard Daladier et la position substantielle de la motion Badie.
Une autre proposition, ultérieurement formulée par Pierre-Étienne Flandin, était de porter Pétain à la présidence de la République sans que ne soit désigné de président du Conseil, ce qui revenait à un retour à la lettre constitutionnelle, les lois constitutionnelles de 1875 ne confiant le pouvoir exécutif qu'au chef de l'État et demeurant muettes sur le poste de président du Conseil. La proposition se heurta au refus d'Albert Lebrun de présenter sa démission.
Cependant, il était rapidement apparu que l'équipe dirigeante souhaitait mettre fin aux institutions de la IIIe République.

### Le projet Laval et sa présentation aux parlementaires

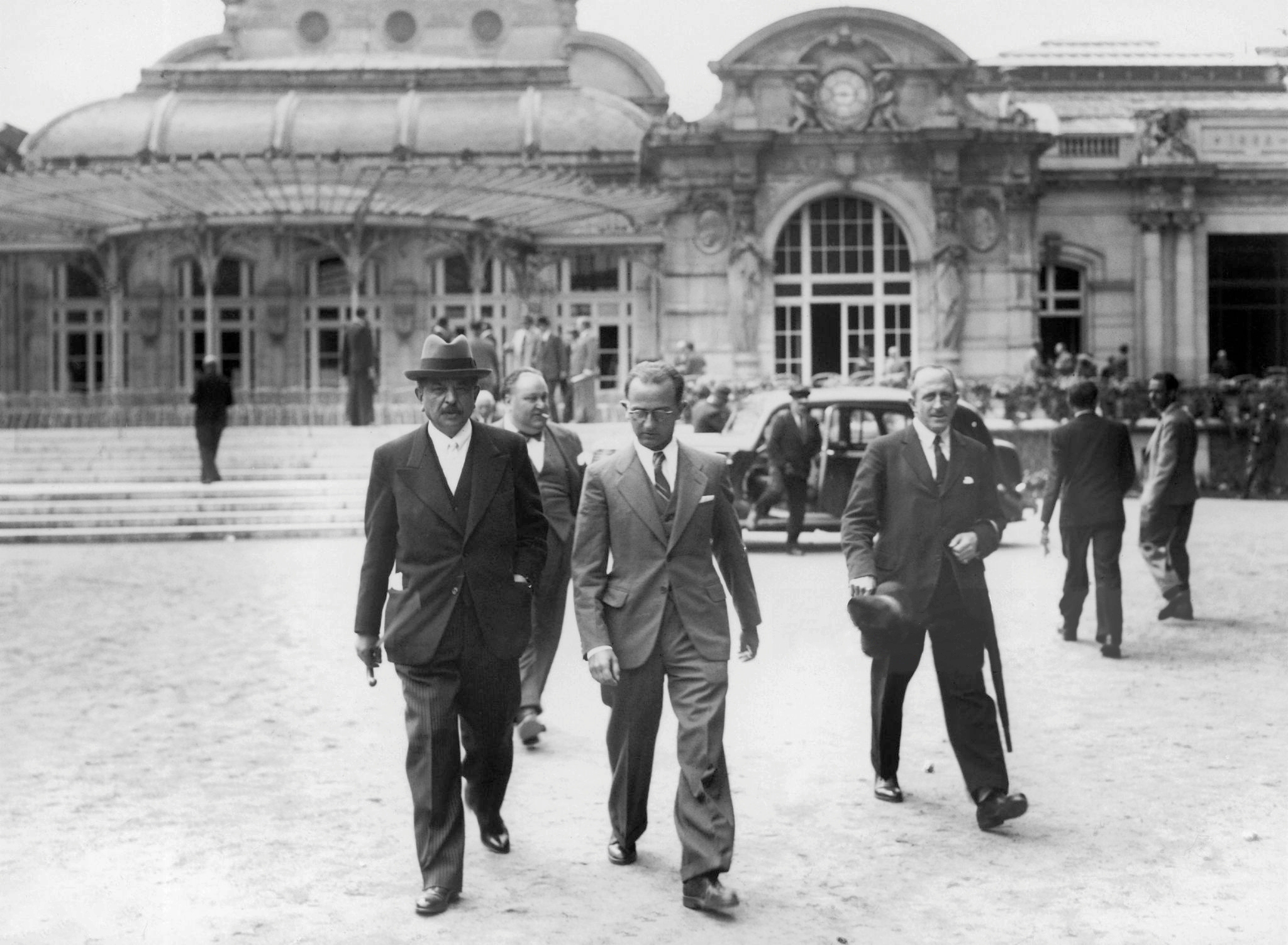
Pierre Laval devant l'opéra du Grand Casino de Vichy le jour du vote de la loi constitutionnelle du 10 juillet 1940.
Instigateur du projet de loi, le vice-président du Conseil parvient à vaincre les dernières réticences parlementaires et à faire voter les pleins pouvoirs.

Le 29 juin, Pierre Laval, vice-président du Conseil, propose à Philippe Pétain un projet de loi constitutionnelle confiant les pleins pouvoirs au gouvernement sous l'autorité et la signature du maréchal à effet de promulguer une nouvelle Constitution de l'État français devant « garantir les droits du travail, de la famille et de la Patrie ».
Le projet de Laval, accepté le 4 juillet en Conseil des ministres, est présenté aux députés le 8. L'exposé des motifs exprime le rejet par l'exécutif des institutions législatives de la IIIe République, nécessitant « une réforme profonde des mœurs politiques ». Mais en plus de doter la France d'un régime efficace, le projet de loi doit lui permettre de « comprendre et accepter la nécessité d'une révolution nationale » passant par un retour aux valeurs traditionnelles. Pierre Laval rassure cependant à l'occasion les parlementaires sur le fait qu'en dépit des pleins pouvoirs, le Gouvernement
« aura la collaboration d'une représentation nationale qui jouera auprès de lui son rôle normal ».
À la suite de réserves formulées par les parlementaires, le projet de loi est modifié : la Constitution qui devait originellement être « ratifiée par les Assemblées qu'elle aura créées » sera finalement « ratifiée par la Nation et appliquée par les Assemblées qu'elle aura créées ».

### Les motions Badie et Taurines
Dans la nuit du 8 juillet, le député radical-socialiste Vincent Badie rédige une motion cosignée par 27 parlementaires affirmant que, tout en reconnaissant « la nécessité impérieuse d'opérer d'urgence le redressement moral et économique de notre malheureux pays » et « qu'il est indispensable d'accorder au maréchal Pétain qui, en ces heures graves, incarne si parfaitement les vertus traditionnelles, tous les pouvoirs pour mener à bien cette œuvre de salut public et de paix », les parlementaires se refusent à voter un projet de loi qui « aboutirait inéluctablement à la disparition du régime républicain ».
Par ailleurs, 38 sénateurs anciens combattants réunis autour de Jean Taurines rédigent un contre-projet de loi, suspendant les lois constitutionnelles de 1875, confiant tous pouvoirs au maréchal Pétain pour prendre « les mesures nécessaires au maintien de l'ordre, à la vie et au relèvement du pays et à la libération du territoire », mais réservant la rédaction d'une nouvelle Constitution aux commissions parlementaires et au seul maréchal Pétain. La motion Taurines entendait essentiellement écarter le gouvernement, par méfiance envers Pierre Laval et ses collaborateurs, de l'exercice des pleins pouvoirs et de la rédaction d'une nouvelle Constitution.

## Adoption

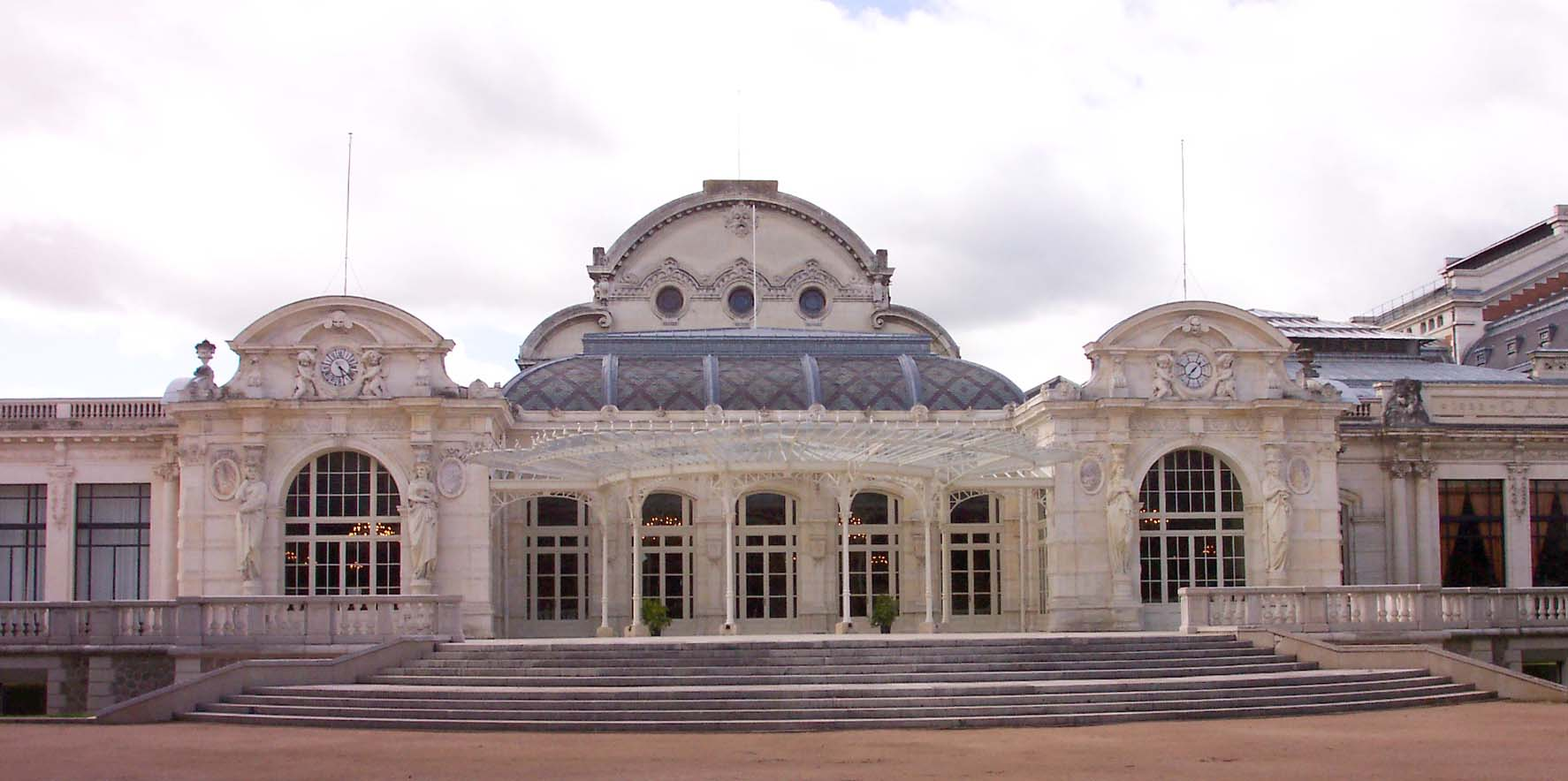
La Grand Casino de Vichy était le seul établissement pouvant accueillir l'Assemblée nationale.

### De l'acceptation d'une révision constitutionnelle aux débats officieux
Le 9 juillet, conformément à la Constitution, les chambres se réunissent séparément et déclarent, par 395 voix contre trois pour la Chambre des députés, et par 229 voix contre une pour le Sénat, « qu'il y a lieu de réviser les lois constitutionnelles ». Les trois députés s'opposant au principe d'une révision sont Jean Biondi, Léon Roche (tous deux SFIO) et Alfred Margaine (radical), auxquels s'ajoute le marquis Pierre de Chambrun (sénateur non-inscrit).
Réunis en Assemblée nationale, les parlementaires des deux chambres procèdent au matin du 10 juillet à une discussion officieuse sur le fond du projet de révision. Selon de nombreux témoignages concordants, Pierre Laval s'y emploie à rassurer les parlementaires, notamment les sénateurs anciens combattants, en démontrant qu'il représentait Pétain et non seulement lui-même, en affirmant entre autres que les commissions parlementaires continueraient à travailler avec le gouvernement en dépit des pleins pouvoirs, que la future Constitution qui irait dans le sens d'un pouvoir plus stable et plus fort serait ratifiée par la vote de la nation entière. Les appels au rassemblement autour du maréchal Pétain, conjugué avec de multiples promesses qui, quoique apaisantes, demeuraient absentes du texte lui-même, le sentiment de responsabilité collective des parlementaires dans la défaite, la menace de reprise des hostilités et les conséquences qui en découleraient dans l'opinion où l'antiparlementarisme sévissait, emportèrent les dernières réticences de la plupart d'entre eux.
Selon Léon Blum : « Ce qui agissait, c'était la peur, la peur des bandes de Doriot dans la rue, la peur des soldats de Weygand à Clermont-Ferrand, la peur des Allemands qui étaient à Moulins… C'était vraiment un marécage humain dans lequel on voyait à vue d'œil se dissoudre, se corroder, disparaitre tout ce qu'on avait connu à certains hommes de courage et de droiture. »

### Le vote
Dans l'après-midi, l'ouverture des débats, cette fois-ci officiels, sera marquée par la lecture d'un télégramme des parlementaires qui avaient embarqué sur le Massilia. Les parlementaires y accusent le Gouvernement de duplicité, s'étonnant qu'aucune mesure ne soit prise pour permettre le retour et l'interprétant comme un obstacle volontaire à l'exercice de leur mandat. L'incident est étouffé par Pierre Laval.
Les questions de fond ayant été abordées durant la réunion officieuse, les parlementaires ne débattent plus que de la procédure à suivre.
L'application d'un article du Règlement de la Chambre des députés avait permis de mettre le projet de loi aux voix sans que les deux motions ne puissent être défendues par leurs auteurs. Les sénateurs anciens combattants qui avaient reçu des garanties informelles lors de la réunion officieuse s'effacèrent de bonne grâce mais selon certaines versions Vincent Badie aurait été empêché par les huissiers de présenter sa motion. Elles ne recueilleront du reste qu'une cinquantaine de voix à elles deux.
La révision est votée par 569 voix contre 80 (20 abstentions et 176 absents),. Le texte voté est le suivant :

« Article unique. — L’Assemblée nationale donne tous pouvoirs au Gouvernement de la République, sous l’autorité et la signature du maréchal Pétain, à l’effet de promulguer par un ou plusieurs actes une nouvelle constitution de l’État français. Cette constitution devra garantir les droits du travail, de la famille et de la patrie.

Elle sera ratifiée par la Nation et appliquée par les Assemblées qu’elle aura créées.

La présente loi constitutionnelle, délibérée et adoptée par l’Assemblée nationale, sera exécutée comme loi de l’État »

— Fait à Vichy, le 10 juillet 1940
Par le Président de la République,
ALBERT LEBRUN
Le maréchal de France,
président du conseil,
PH. PÉTAIN.

### Responsabilité
À la Libération, les acteurs du vote du 10 juillet 1940 doivent rendre des comptes.
Les parlementaires, tout d'abord. En ce qui concerne les députés, il s'agit de députés élus en 1936 (lors de l'élection qui amena le Front populaire au pouvoir), exception faite des députés communistes qui n'ont plus le droit de siéger, et dont un bon nombre a été emprisonné, depuis la dissolution du Parti communiste en septembre 1939 par Édouard Daladier, en raison de leur soutien au Pacte germano-soviétique en août 1939, et de 27 parlementaires partis à Casablanca à bord du Massilia. Quant aux 80 voix qui se sont opposées à la loi constitutionnelle, si on y trouve une très large majorité d'élus socialistes, de radicaux et divers gauche (dont Léon Blum et Marx Dormoy), on y trouve aussi quelques indépendants et un élu de droite. De Gaulle les appelle « les premiers résistants sur le sol français ».
L'ordonnance du 21 avril 1944 relative à l'organisation des pouvoirs publics en France après la Libération frappe d'inéligibilité « les membres du Parlement ayant abdiqué leur mandat en votant la délégation de pouvoir constituant à Philippe Pétain le 10 juillet 1940 ».

## La question de la régularité de l'acte du10 juillet 1940
Il s'agit d'une question à la fois juridique et politique. En effet, en tant qu'il met dans les faits un terme à la IIIe République, son irrégularité emporte l'illégalité du régime de Vichy dès lors que les différents actes constitutionnels de Vichy sont pris en son application. Au contraire, sa régularité, à la condition que son application n'a pas été elle-même irrégulière, que le maréchal Pétain a été élu démocratiquement par les députés et les sénateurs de la IIIe République, accrédite plutôt l'idée que le régime de Vichy a été le régime légal de la France.
En droit positif, il est considéré, en application de l'ordonnance du 9 août 1944 relative au rétablissement de la légalité républicaine sur le territoire continental, que « l'acte dit loi constitutionnelle du 10 juillet 1940 » est irrégulier et que le régime de Vichy fut seulement « une autorité de fait, se disant « gouvernement de l'État français » ».

### La question de la régularité de la procédure de vote
Alors qu'aux termes de l'article 8 de la loi constitutionnelle du 25 février 1875, une loi de révision constitutionnelle ne peut être votée qu'à la majorité absolue des membres composant l'Assemblée nationale, la majorité fut, sous les pressions de l'armée allemande et de Pierre Laval, calculée sur les suffrages exprimés. Mais, même en retenant la règle des présents et en réintégrant fictivement les députés communistes déchus, la majorité absolue était atteinte.

### La question de la validité de la délégation accordée au gouvernement
À la suite de Julien Laferrière, certains auteurs ont considéré que la délégation du pouvoir constituant au gouvernement sous l'autorité et la signature de Philippe Pétain était irrégulière à défaut de disposition expresse. En effet, si la loi constitutionnelle du 25 février 1875 accorde au Parlement réuni en Assemblée nationale l'exercice du pouvoir constituant dérivé, elle n'autorise nulle part la délégation d'un tel pouvoir.
Le doyen Georges Vedel considère en revanche que ce texte, du fait de l'égale valeur des lois constitutionnelles, peut s'analyser en lui-même comme une révision de la procédure de révision des lois constitutionnelles. Dès lors que seraient respectées les règles de procédure contenues dans l'article 8 de la loi constitutionnelle du 25 février 1875, pareille délégation de compétence au Président du Conseil serait donc nécessairement implicite et donc tout à fait régulière.

### La forme républicaine du gouvernement
L'article 2 de la loi constitutionnelle du 14 août 1884 affirmant que « la forme républicaine du gouvernement ne peut faire l'objet d'une proposition de révision » a ponctuellement été relevé, en dehors de la doctrine, comme un motif d'irrégularité de la loi constitutionnelle du 10 juillet 1940, en tant qu'elle confiait des « pouvoirs dictatoriaux » au gouvernement. La force obligatoire de cette limite au pouvoir de révision a pourtant été de longue date discutée et contestée.
Si l'affirmation qu'il ne s'agit que d'« un acte de foi nécessairement dépourvu de sanction » demeure minoritaire, la doctrine dominante tend à résumer cette limite au pouvoir constitutionnel à une simple contrainte de forme et de procédure : la loi constitutionnelle du 10 juillet 1940 ne commettrait dans cette optique qu'une irrégularité de procédure en n'ayant pas été précédée, comme préconisé, d'une loi constitutionnelle abrogeant l'article 2 de la loi constitutionnelle du 14 août 1884.

## L'application de la loi constitutionnelle du10 juillet 1940
Sur la base de cette loi, le maréchal Pétain institue progressivement un nouveau régime à travers 12 actes constitutionnels pris entre 1940 et 1942 sans toutefois promulguer de nouvelle Constitution. En droit positif, bien que lesdits actes aient mis de facto fin à la IIIe République, la loi du 10 juillet 1940 ainsi que l'ensemble des actes constitutionnels pris en son application sont constatés comme nuls, le régime n'ayant jamais existé en droit.

### La prétendue base légale de la création d'un régime autocratique
Dès le lendemain, le 11 juillet 1940, Pétain, par le premier des actes constitutionnels de Vichy, « vu la loi constitutionnelle du 10 juillet 1940 », se déclare chef de l'État, et par conséquent décrète l'abrogation de l'article 2 de la loi du 25 février 1875, c'est-à-dire l'amendement Wallon. L'acte constitutionnel no 2 du 11 juillet 1940 fixant les pouvoirs du chef de l'État français concentre à sa suite tous les pouvoirs exécutifs et législatifs entre les mains du chef de l'État, abrogeant les dispositions constitutionnelles contraires et l'acte constitutionnel no 3 du même jour proroge et ajourne les chambres jusqu'à ce que soient formées les Assemblées prévues par la loi constitutionnelle du 10 juillet 1940 : la promesse de Pierre Laval de maintenir une collaboration entre Parlement et Gouvernement dans l'exercice du pouvoir ne prendra donc jamais effet. Ce n'est qu'à partir des actes constitutionnels no 11 du 18 avril 1942 et no 12 du 17 novembre 1942 que le caractère autocratique du régime se tempère, le chef du gouvernement se voyant confier des pouvoirs législatifs concurrents à ceux du chef de l'État.

Acte constitutionnel no 2 fixant les pouvoirs du chef de l'État français, signé par Pétain le 11 juillet 1940, Archives nationales de France
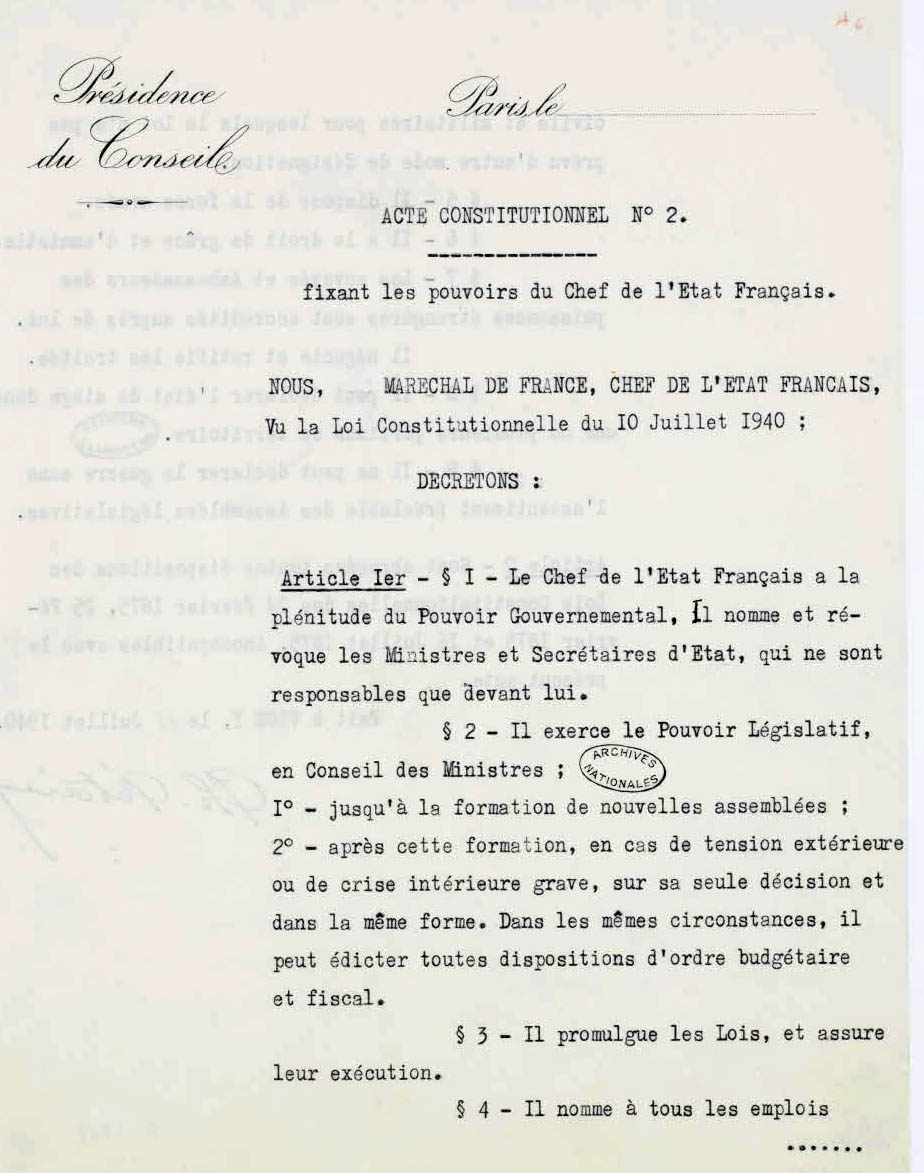
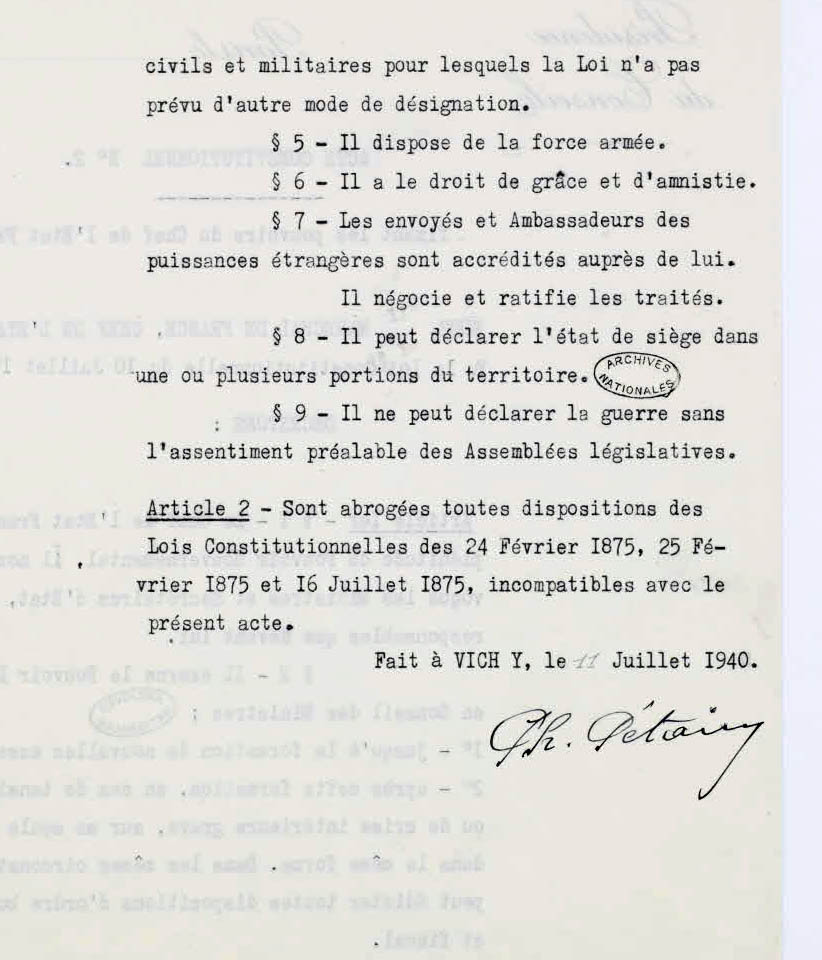

Le régime étant dès lors désigné sous le nom d’« État français », la mention « République française » disparaît des actes officiels. Le Journal officiel de la République française devient notamment le Journal officiel de l'État français, le 4 janvier 1941. Bien que le régime de Vichy ne semble pas prétendre mettre fin à la Troisième République mais seulement demeurer provisoirement jusqu'à la promulgation d'une nouvelle Constitution, l'annulation des articles des lois constitutionnelles de 1875 fondant le régime républicain fait que, de facto, celui-ci est aboli.

### Projet de Constitution nouvelle pour la France
Selon la loi constitutionnelle de 1940, Pétain doit élaborer une nouvelle constitution qui devrait « garantir les droits du travail, de la famille et de la patrie » et être ratifiée par la nation souveraine. Mais, la rédaction d'une constitution demandant un important travail et n'en voyant pas l'urgence cela ne retient pas son attention. Il en confie donc la préparation à Raphaël Alibert, garde des Sceaux, en août 1940. Lorsqu'Alibert est exclu du gouvernement, en février 1941, il n'est rien retenu de ses quelques minces travaux sur ce sujet.
Le maréchal Pétain institue ensuite, au printemps 1943, une commission chargée de rédiger un projet de Constitution nouvelle pour la France. Cette commission, constituée, entre autres de Lucien Romier, Henri Moysset, Yves Bouthillier, Jean Jardel et le vice-amiral Jean Fernet, réussit à convaincre difficilement Pétain de la nécessité du suffrage universel. Selon l'historien Herbert Lottman : « L'un des plus beaux exploits du Comité fut, semble-t-il d'appeler sa nation une république. »
Mais aucune constitution ne sera promulguée, le maréchal Pétain ne considérant officiellement cette possibilité qu'à la condition que le territoire national soit libéré de l'occupation allemande. Il souhaite pouvoir dater la constitution de Paris.
Le projet de constitution pour l'après-guerre est pourtant signé par Pétain le 30 janvier 1944,, instituant « un État dont l'autorité s'appuie sur l'adhésion de la Nation ». Après sa signature, Pétain charge Bernard Ménétrel de déposer des copies auprès du vice-président du Conseil d'État, Alfred Porché, du procureur général de la Cour de cassation, Pierre Caous, et chez son notaire personnel. Non rendu public, le projet, qui restera sans suite après l'effondrement de l'État vichyste à la Libération, est largement irrigué des valeurs et des principes de la Révolution nationale, tout en respectant le principe de séparation des pouvoirs. Il prévoyait de conserver pour le chef de l'État le titre de président de la République.

## La nullité constatée de la loi du10 juillet 1940

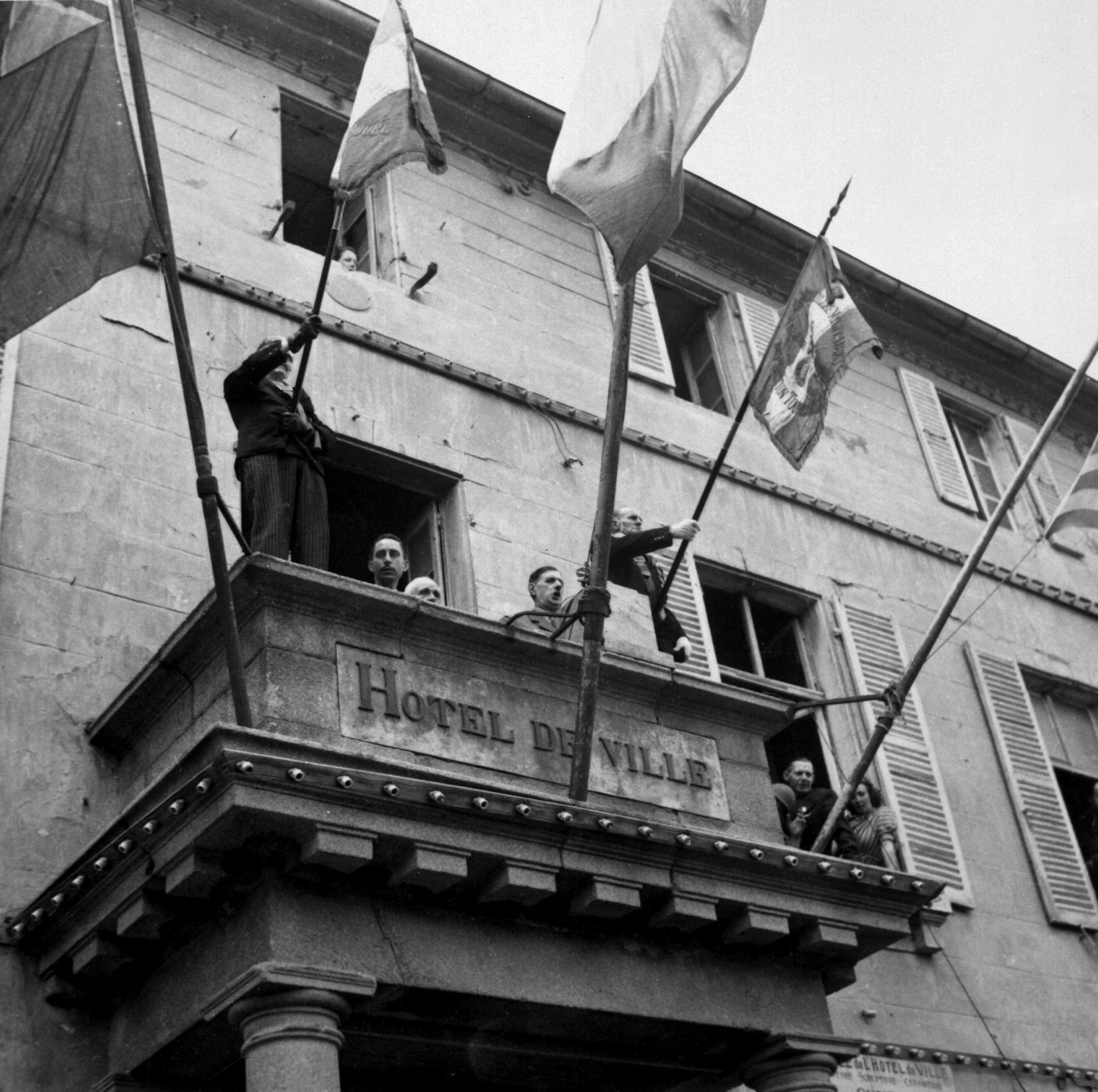
Charles de Gaulle prononçant un discours en août 1944 à Cherbourg : ce même mois, une ordonnance du GPRF frappe de nullité la loi du 10 juillet 1940.

Le refus de considérer le régime de Vichy comme une autorité légale est une constante au sein de la France libre fondée par Charles de Gaulle. Déjà, dans son manifeste de Brazzaville, le 27 octobre 1940, le général avait proclamé : « […] il n'existe plus de gouvernement proprement français. » et « L'organisme sis à Vichy et qui prétend porter ce nom est inconstitutionnel et soumis à l'envahisseur », tout en éditant, le même jour, la première Ordonnance de la France libre établissant le Conseil de défense de l'Empire qui organisait « les pouvoirs publics dans toutes les parties de l'Empire libérées du contrôle de l'ennemi […] sur la base de la législation française antérieure au 23 juin 1940, ». Puis, l'ordonnance no 16 du 24 septembre 1941 créant le Comité national français considère « que de multiples preuves établissent que l'immense majorité de la Nation française, loin d'accepter un régime imposé par la violence et la trahison, voit dans l'autorité de la France libre l'expression de ses vœux et de ses volontés ». Ce faisant, la France libre, le Conseil de défense de l'Empire, le Comité national français, puis le Comité français de la Libération nationale (CFLN) et le Gouvernement provisoire de la République française (GPRF), entendaient se présenter comme la seule autorité légitime et la seule continuation légale de la République.

Ainsi à la Libération, il ne sera pas jugé nécessaire de proclamer la République, l'ordonnance du 9 août 1944 relative au rétablissement de la légalité républicaine affirmant en son article 1er que : 

« La forme du Gouvernement est et demeure la République. En droit, celle-ci n'a pas cessé d'exister. »

D’où découle l’article deux : 

« Sont en conséquence, nuls et de nul effet tous les actes constitutionnels, législatifs ou réglementaires, ainsi que les arrêtés pris pour leur exécution, sous quelque dénomination que ce soit, promulgués sur le territoire continental postérieurement au 16 juin 1940 et jusqu'au rétablissement du Gouvernement provisoire de la République française. […] »

L’article sept de l’ordonnance décrit le régime de Vichy comme « l’autorité de fait se disant « gouvernement de l’État français » », récusant de fait sa légalité.
Par conséquent, tous les « actes constitutionnels législatifs ou réglementaires » pris par le régime de Vichy, postérieurement au 16 juin 1940, dont la loi du 10 juillet 1940, sont décrétés nuls et non avenus. La permanence en droit de la République française est ainsi affirmée, niant toute légitimité au gouvernement de Vichy.
À la Libération, le général de Gaulle, président du Gouvernement provisoire de la République française, refusa d'accéder aux demandes de ceux, dont Georges Bidault alors président du Conseil national de la Résistance (CNR), qui le pressaient de « rétablir la République », leur signifiant qu'elle n'avait jamais cessé d'exister nonobstant la vacance des pouvoirs et leur absence de contrôle par la souveraineté nationale car ayant toujours considéré « l’État français » comme illégitime :
« La République n'a jamais cessé d'être. La France libre, la France combattante, le Comité français de libération nationale l'ont tour à tour incorporée. Vichy fut toujours et demeure nul et non avenu. Moi-même suis le président du gouvernement de la République. Pourquoi irais-je la proclamer, ? »
Si le droit sous Vichy repose ultimement sur cet acte dit « loi constitutionnelle », et donc qu'en principe l'annulation de cet acte devrait entrainer l'annulation de toutes les normes édictées par le régime de Vichy, le GPRF validera de nombreux textes afin de ne pas ajouter à la confusion de l'après guerre.
L'influence de René Cassin, qui dès juin 1940, avec les premiers gaullistes, avait été à l'origine de la démonstration de l'anticonstitutionnalité du régime pétainiste,,, se révèlera décisive dans les choix de validation, d'annulation ou d'abrogation opérés.
La loi constitutionnelle du 10 juillet 1940 a été déclarée nulle et de nul effet en droit positif, par l'effet des articles 2 et 3 de l'ordonnance du 9 août 1944. Le gouvernement représenté par le maréchal Pétain, président du Conseil, chef du gouvernement provisoire de Vichy, est resté soumis aux règles de responsabilité de l'État, en vigueur sous la IIIe République et qui ont de facto perduré jusqu'à l'avènement de la IVe République.

### Le débat contemporain
Des hommes politiques français sont récemment revenus sur la tradition gaulliste en la matière, maintenue constamment depuis 1944. Ainsi Jacques Chirac puis Lionel Jospin ont reconnu la responsabilité politique de la France dans les crimes commis par Vichy.
Jacques Chirac, lors de son discours du 16 juillet 1995, prononcé pour la commémoration de la rafle du Vel'd'Hiv', a le premier reconnu  la responsabilité de la France concernant les persécutions racistes et antisémites de Vichy, parlant de « faute collective » :  « Oui, la folie criminelle de l'occupant a été secondée par des Français, par l'État français. La France, patrie des Lumières et des Droits de l'Homme, terre d'accueil et d'asile, la France, ce jour-là, accomplissait l'irréparable. Manquant à sa parole, elle livrait ses protégés à leurs bourreaux. »
Robert Badinter, l’ancien garde des sceaux de François Mitterrand, interrogé par Jacques Semelin le 28 avril 2021, s’en indigne : « Le discours de Chirac est plein d’émotion, littérairement accompli, nommant avec des mots forts la souffrance des Juifs, leur persécution et leur déportation. Mais sur le plan juridique et politique, il ne résiste pas à l’analyse ». Il y manque deux mots : « de Vichy », car c’est de « la France de Vichy » qu’il eût fallu parler et non de la France tout court car celle-là, dans les villages et les villes, protégeait tant bien que mal les Juifs ; c’était aussi bien évidemment celle-là qui à Londres et Bir Hakeim, menait le combat contre le Mal.
Selon l'opinion dissidente d'Éric Conan et Henry Rousso, le président Chirac alors « s'en est tenu à la lecture gaulliste » en ne reconnaissant pas la responsabilité de la République française : « Il est absurde au plan historique, et injuste au plan moral, de demander à la République d'assumer les crimes d'un régime qui l'avait défaite et condamnée. Jacques Chirac n'a pas cédé à cette revendication ». Puis vient l'analyse où les auteurs indiquent que la « rupture » induite par ce discours tient au fait de la mise en cause de l'« État » et non plus seulement de l'« État français » : « Si la République n'est pas comptable des crimes de Vichy, le principe de la continuité de l'État, surtout dans un pays centralisé comme la France, implique qu'il ait fallu, d'une manière ou d'une autre, assumer a posteriori des actes commis par l'administration, quand bien même celle-ci était aux ordres d'une « autorité de fait ». » D'après ces auteurs, Chirac répondait à l'attente de son temps bien que s'éloignant de la tradition gaulliste, tout comme de Gaulle répondait à celle de son époque : « En 1944, et même dès juin 1940, le général de Gaulle avait tranché par la négation juridique et politique des gouvernements qui avaient signé et appliqué l'armistice : la seule France légitime était la France libre, puis la France combattante, Vichy n'était qu'une « autorité de fait ». Évacuer cet acte fondateur, c'est retrouver, dans un autre contexte, le même dilemme politique, idéologique et moral. » Et de conclure que Chirac, « en délaissant la mythologie gaulliste, se rapproche […] de la vérité historique. S'il affirme nettement l'écrasante responsabilité de Vichy dans l'organisation des rafles massives de l'été 1942, il rappelle que ce sont bien les nazis qui ont ordonné le crime, et que les policiers et gendarmes français, aux ordres du pouvoir, ont été en la matière des complices — une hiérarchie dont on a vu qu'elle pouvait être parfois oubliée […] » et que son « discours offre un sens contemporain au devoir de mémoire. »
Le discours de Jacques Chirac avait pour but de résoudre de manière conjoncturelle les incidents du 16 juillet 1992 lors de la commémoration de la Rafle du Vel d'Hiv où des militants d'extrême gauche et des nationalistes israéliens avaient violemment pris à partie et insulté François Mitterrand au vu de son passé vichyssois, suscitant une colère célèbre de Robert Badinter alors sur place. François Mitterrand avait ensuite refusé lors de ses vœux à la Nation du 31 décembre suivant de reconnaître la responsabilité de la République dans ces crimes, estimant que la seule France légitime était alors la France Libre. « Ne demandez pas de comptes à la République, elle a fait ce qu'elle devait », avait-il déclaré aux journalistes.
On peut également citer le Premier ministre Jospin dans sa déclaration parlementaire du 21 octobre 1997 : « Oui, l'administration, des administrateurs, l'État français même ont été impliqués. N'oublions pas, face à ceux qui prétendent qu'il y aurait un absolu vide juridique, que, dans notre droit français actuel, subsistent encore des dispositions réglementaires qui viennent de Vichy, ce qui prouve que, malheureusement, il y a eu une forme de continuité. » Cependant, les dispositions règlementaires en question ont été annulées dans leur ensemble par l'effet de l'ordonnance du 9 août 1944, puis pour certaines réintroduites au cas par cas lors de la 1re législature de la IVe République. Là également, on peut dire que ses déclarations sont intervenus en réponse aux pressions diplomatiques du gouvernement israélien sur son gouvernement. 
Les discussions sur cette question restent vaines si elles sortent du débat juridique lié à la portée de la loi du 10 juillet 1940 octroyant les pleins pouvoirs constituants au Maréchal Pétain, et au coup d'état intervenu à sa suite dès le lendemain et fomenté par Pierre Laval. On peut citer ainsi Jean Pierre Chevènement qui pousse ainsi le raisonnement juridique de la continuité de l'Etat vichyssois jusqu'à l'absurde  :

« Si l'ordonnance du 9 août 1944 n'était plus reconnue valide, Charles de Gaulle ne serait qu'un général dégradé, déserteur et condamné à mort par contumace. Léon Blum ne serait qu'un homme politique flétri, responsable de la défaite. Les résistants ne seraient que des terroristes. Les Juifs qui ont échappé aux rafles seraient des délinquants, s'étant soustraits à la loi. Les hommes de la Milice et de la LVF seraient des anciens combattants, et ceux des maquis ou de la France libre des rebelles […] Si la France s'est confondue pendant quatre ans avec Vichy, alors elle se trouve rangée, avec l'Allemagne, l'Italie ou le Japon, parmi les pays fascistes ou fascisants qui furent vaincus dans la Deuxième Guerre mondiale. Sur elle pèserait alors un sentiment de flétrissure. Plus concrètement, son siège de membre permanent du Conseil de sécurité, avec droit de véto, n'aurait plus de justification. »

— Jean-Pierre Chevènement, « la République n'est pas coupable », Le Monde, 18 décembre 1992.